# Piste de Matekane
La piste d'atterrissage de Matekane au Lesotho, en Afrique australe, est d'une longueur de 400 mètres et se termine au bord d'une falaise d'une hauteur de 600 mètres. La piste est utilisée par les organismes de bienfaisance et les médecins pour accéder aux villages de la région, et est souvent citée comme étant l'une pistes les plus effrayantes au monde.